# Белл, Джонатан (регбист)
Джонатан Чарльз Белл (англ. Jonathan Charles Bell, родился 7 февраля 1974) — ирландский регбист и регбийный тренер, игравший на позиции трёхчетвертного; тренер команды «Глостер».

## Биография

### Клубная карьера
Уроженец Белфаста. Вырос в Ларне. Окончил школу в Колрейне, где занялся впервые регби. Начал выступать за ирландскую команду «Баллимена» в 1993 году, а в 1996 году перебрался в Англию, где получил высшее образование в Университете Лафборо по специальности «Физическое воспитание и спорт». В том же году стал игроком команды «Нортгемптон Сэйнтс», в составе которого провёл два сезона. В 1999 году вернулся в Ирландию: выступал на любительском уровне за «Данганнон», как профессионал играл за «Ольстер». С ольстерцами Белл выиграл Кубок Хейнекен в сезоне 1998/1999, одолев в Дублине в финале «Коломье» со счётом 21:6, и стал лучшим игроком встречи.
В 2001 году Джонатан Белл дебютировал в новообразованной Кельтской Лиге в составе «Ольстера», в сезоне 2005/2006 он одержал заветную победу в Лиге с клубом. В сезоне 2003/2004 он также выиграл Кельтский кубок. По окончании сезона 2005/2006 завершил игровую карьеру.

### В сборной
Дебют Белла в сборной состоялся 5 июня 1994 в матче против Австралии в Брисбене во время ирландского турне по Тихому океану. В 1995 году он был включён в заявку сборной на чемпионат мира по регби в ЮАР, через 4 года играл на втором чемпионате мира в Великобритании. На чемпионатах мира он сыграл по три матча. Четыре раза был участником Кубка пяти наций: в 1995, 1996, 1997 и 1999 годах. Последнюю игру провёл 30 августа 2003 против Италии, в канун чемпионата мира в Австралии. Белл находился в расположении сборной, но на поле тогда в 2003 году ни разу не вышел.

### Тренерская карьера
После завершения игровой карьеры Белл занимался долгое время развитием регби в Ольстере, работая преподавателем по физической подготовке в Белфасте и став даже помощником тренера в регбийной команде «Ольстер». С 2015 года он является членом тренерского штаба английского «Глостера»: сначала работал техническим директором, затем тренером трёхчетвертных.

## Достижения
- Обладатель Кубка Хейнекен: 1998/1999
- Чемпион Про12: 2005/2006
- Обладатель Кельтского кубка: 2003/2004